# Cernion
Cernion település Franciaországban, Ardennes megyében. Lakosainak száma 54 fő (2022. január 1.). Cernion Aubigny-les-Pothées, Blombay, Flaignes-Havys, Logny-Bogny és Marby községekkel határos.

## Népesség
A település népességének változása:
| Lakosok száma | 56   | 55   | 51   | 49   | 64   | 60   | 58   | 57   | 56   | 54   |
|               | 1968 | 1982 | 1990 | 2006 | 2013 | 2015 | 2017 | 2019 | 2020 | 2022 |